# کردمحله (کلاردشت)
کردمحله، روستایی است از توابع بخش مرکزی شهرستان کلاردشت در استان مازندران ایران.

## جمعیت
این روستا در دهستان کلاردشت غربی قرار دارد و براساس سرشماری مرکز آمار ایران در سال ۱۳۹۵، جمعیت آن ۵۵۸ نفر (۱۹۹خانوار) بوده‌است. مردم کردمحله از قومیت طبری هستند. مردم کردمحله به زبان طبری و گویش کلارستاقی سخن می‌گویند.